# Heinrich Joseph von Collin

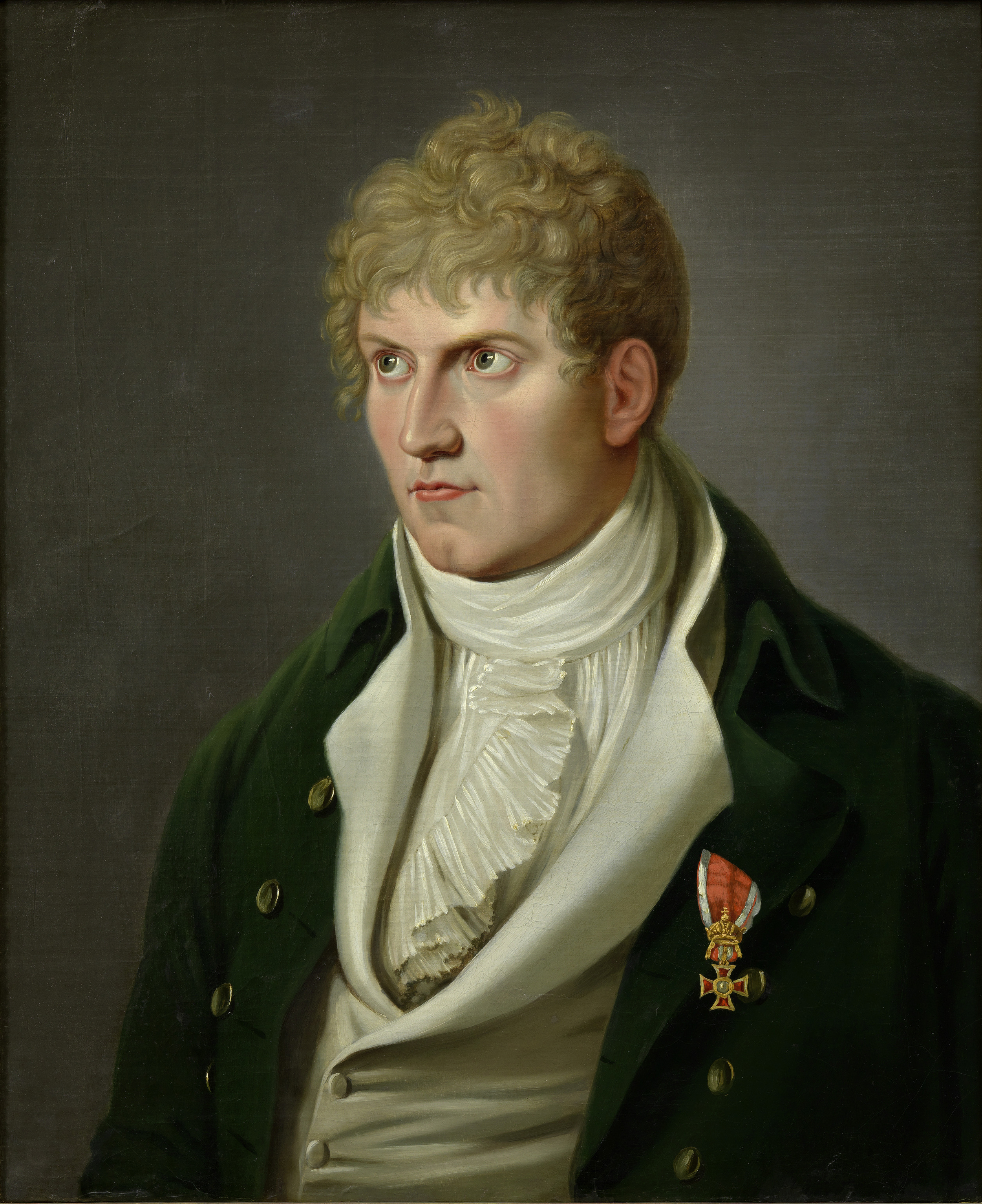
Heinrich Joseph von Collin, porträtiert von Joseph Lange

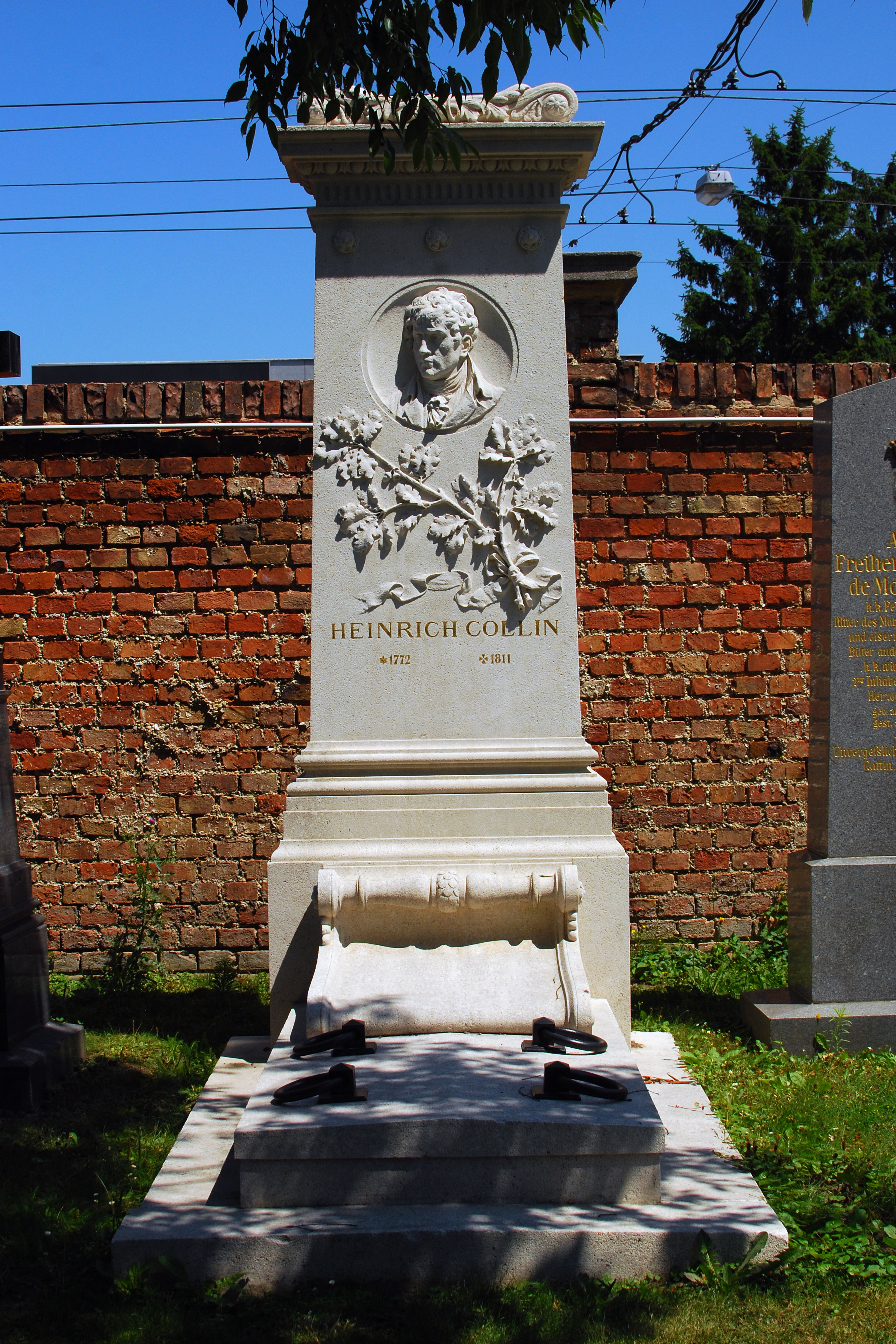
Grabstätte von Heinrich von Collin

Heinrich Joseph von Collin (* 26. Dezember 1771 in Wien; † 28. Juli 1811 ebenda) war ein österreichischer Schriftsteller.

## Leben
Collin ist ein Sohn des Arztes Heinrich Joseph Collin (1731–1784) und dessen Ehefrau Elisabeth Edle von Fichtl aus einem 1755 geadelten Beamtengeschlecht. Der Dichter Matthäus von Collin war sein Bruder.
Er studierte Rechtswissenschaften und trat dann in den Staatsdienst ein, zuletzt war er Hofrat in der staatlichen Kreditkommission. Sein Drama in fünf Aufzügen Coriolan wurde am 23. November 1802 im Burgtheater uraufgeführt, 1804 erschien es im Druck. Später schrieb Ludwig van Beethoven dazu eine Ouvertüre (Coriolan-Ouvertüre), die am 5. März 1807 ihre Uraufführung als separates Werk erlebte und im April 1807 ein einziges Mal im Rahmen einer Aufführung des Dramas gegeben wurde. Mehrere Stücke von Collin wurden auch auf dem Königlichen Nationaltheater unter der Leitung von August Wilhelm Iffland gegeben. Von Bedeutung war die Aufführung seines Erstlingswerkes Regulus. Iffland spielte in dem im antiken Rom angesiedelten Stück die Hauptrolle des Marcus Attilius Regulus (Premiere 24. Februar 1802). Für das Stück wurde ein großer Aufwand hinsichtlich der Kostüme betrieben, die möglichst „echt“ sein sollten. Zu diesem Zweck arbeitete Iffland mit Altertumsforschern wie Aloys Hirt und Malern wie Franz Ludwig Catel zusammen. In einer in Berlin erschienenen Kritik heißt es:

„Mit größerer Pracht, mit strengerer Beobachtung des Costums, mit genauerer Exekution auch in den Nebenparthien, in den Bewegungen der Statisten, u.s.w. kann selbst in der Kaiserstadt unter des Dichters Augen dieses Schauspiel nicht aufgeführt seyn. Alle Dekorationen waren neu, eben so die Kleidung, und man erkannte in beyden die Einsicht eines unserer (der Deutschen) ersten Antiquare und Kunstkenner, der von der Direktion zu Hülfe gerufen war. Vorzüglich imposant war die ganze Anordnung der Curia, in welcher sich der Senat versammelt, der Anblick war groß, man ahnte die Repräsentanten eines großen Volkes. Ein gleicher Fall war mit dem Forum im letzten Akte.“

Collin verband in seinen Schauspielen das heimische Barock mit der zeitgenössischen Klassik.

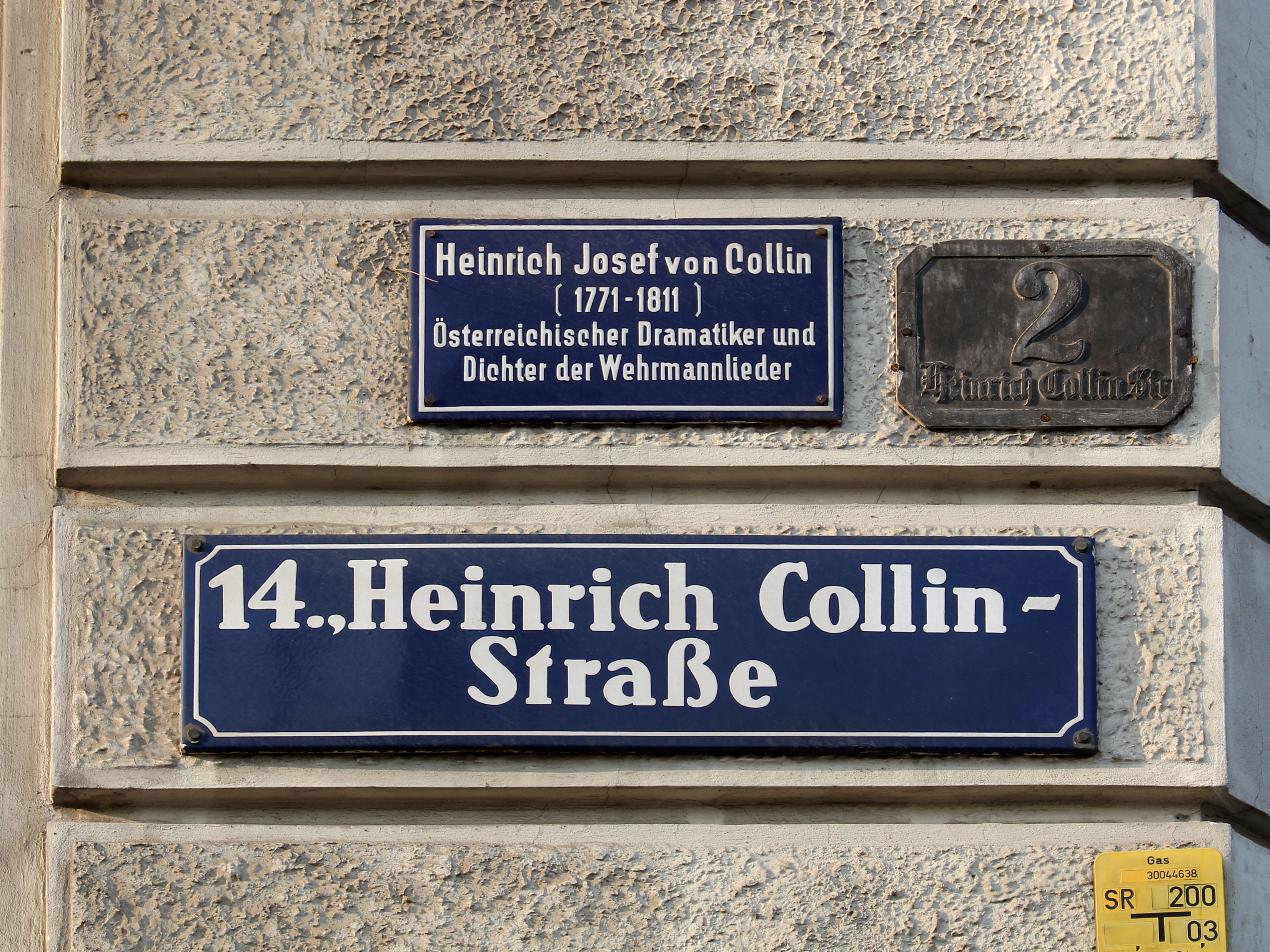
Straßentafeln der Heinrich Collin-Straße in Penzing

Sein Bruder Matthäus gab 1812 bis 1814 Collins Gesammelte Werke in 6 Bänden heraus. Im 14. Wiener Gemeindebezirk Penzing ist seit 1901 die Heinrich Collin-Straße nach ihm benannt.
Nachdem sich Johann Wolfgang von Goethe bereits frühzeitig negativ über Collins Drama Regulus geäußert hatte, vor allem über die mangelnde Lebendigkeit der Charaktere und die statische Handlung, äußerte er die Ansicht, Collins Werke würden sich auf den Bühnen nicht dauerhaft erhalten, was sich noch zu Goethes Lebzeiten bewahrheitete.
Er ruht auf dem Wiener Zentralfriedhof (Gruppe 0, Reihe 1, Nummer 3) in einem von Viktor Tilgner gestalteten Ehrengrab.

## Werke
- Henrici Josephi Collin Florum arnicae vires et Quaedam de Musti Hordei Usu sive Observationum circa Morbos acutos et chronicos Factarum Pars quarta. Graeffer, Wien 1773 (Digitalisierte Ausgabe der Universitäts- und Landesbibliothek Düsseldorf)
- Scheinverbrechen. Ein Schauspiel in fünf Aufzügen. Wallishausser, Wien 1894. (Digitalisat)
- Regulus. Berlin 1802. (Digitalisat)
- Coriolan. Ein Trauerspiel in fünf Aufzügen. Unger, Berlin 1804. (Digitalisat und Volltext im Deutschen Textarchiv)
- Polyxena. Unger, Berlin 1804. (Digitalisat)
- Bianca della Porta. Trauerspiel in 5 Aufzügen. Wallishausser, Wien 1807. (Digitalisat)
- Wehrmannslieder, 1808
- Mäon. Ein Trauerspiel in fünf Aufzügen. Unger, Berlin 1807. (Digitalisat der Ausg. Wallishausser, Wien 1809)
- Die Horatier und Curiatier. 1809. (Digitalisat, Werkausgabe Band 3, Strauß, Wien 1812)